# Tapinoma funiculare
Tapinoma funiculare är en myrart som beskrevs av Santschi 1928. Tapinoma funiculare ingår i släktet Tapinoma och familjen myror. Inga underarter finns listade i Catalogue of Life.